# Hieracium adenodivaricatum
Hieracium adenodivaricatum es una especie de planta con flor del género Hieracium, de la familia Asteraceae, orden Asterales.

## Distribución
Hieracium adenodivaricatum se distribuye por España.

## Taxonomía
Fue descrita científicamente por Mateo, Egido & Gomiz. Fue publicada en Flora Montiber. 66: 67 (2017).